# Parc d'État Schoolcraft
Pour les articles homonymes, voir Schoolcraft.
Le parc d'État Schoolcraft (en anglais : Schoolcraft State Park) est une réserve naturelle située dans l'État du Minnesota, aux États-Unis. Il se trouve sur les rives du Mississippi près de la ville de Calumet.